# یواس‌اس گلنان (دی‌دی-۶۲۰)
یواس‌اس گلنان (دی‌دی-۶۲۰) (به انگلیسی: USS Glennon (DD-620)) یک کشتی بود که طول آن ۳۴۸ فوت ۳ اینچ (۱۰۶٫۱۵ متر) بود. این کشتی در سال ۱۹۴۲ ساخته شد.